# Hohol bělavý

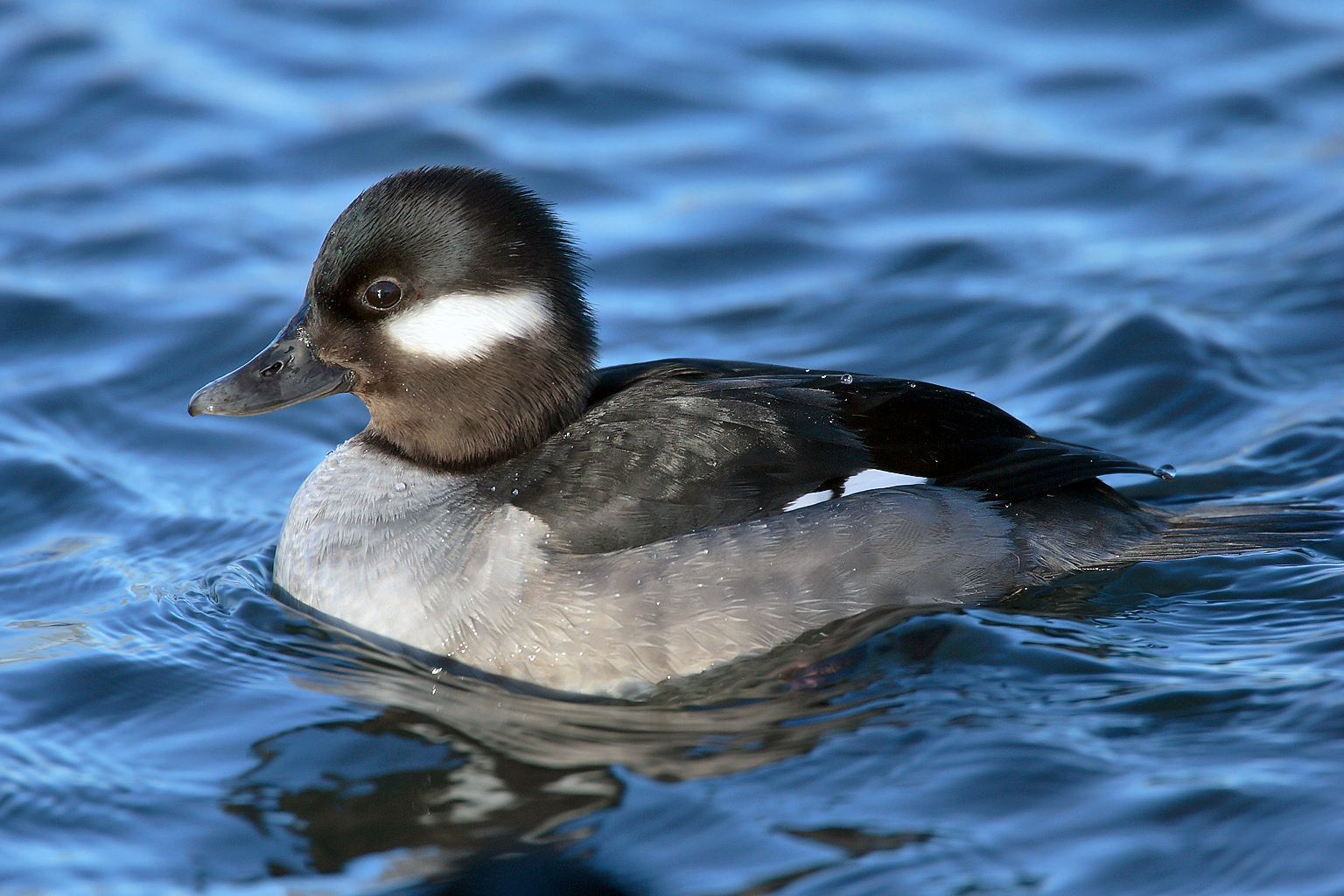
samice

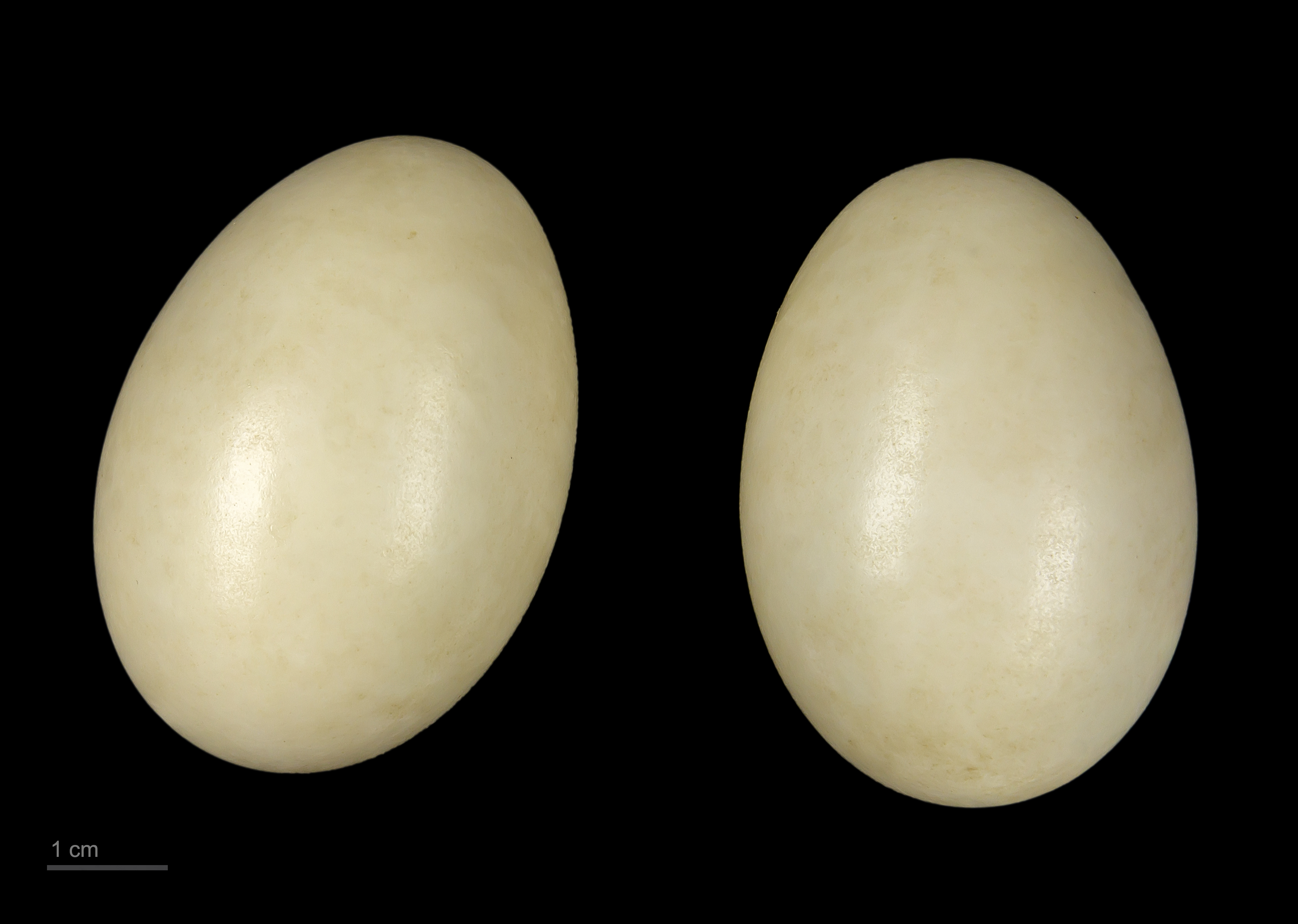
Bucephala albeola

Hohol bělavý (Bucephala albeola) je malá severoamerická kachna velká 32-39 cm. Žije od Aljašky a Kanady až po Kalifornii, zimuje v Mexiku a v Karibiku. Občas se jednotlivé kusy zatoulaných ptáků vyskytnou v Evropě, např. na Islandu, z Česka jsou známa dvě pozorování.

## Hohol bělavý v Česku
Hohol bělavý byl v Česku ve volné přírodě spatřen zatím dvakrát, není však jasné, zda jde o zatoulané jedince či o uprchlíky ze zajetí. V květnu 2003 byl pozorován v jižních Čechách a v květnu 2005 u Tovačova (krátké video z pozorování z května 2005).